# Outworld
Outworld var ett progressive metalband från Houston, Texas, USA bildad 1997 och splittrad 2009.

## Historia
Den 13 november 2006 släppte de sitt första studioalbum, Outworld. Kelly Sundown Carpenter sjöng på den skivan för att sedan ersättas av den brasilianske sångaren Carlos Zema. Bandet upplöstes 2009.

## Medlemmar
Senaste medlemmar
- Rusty Cooley – sologitarr (1997–2009)
- Shawn Kascak – basgitarr (2004–2009)
- Matt McKenna – trummor (2009)

Tidigare medlemmar
- Matt Smith – trummor (2006–2009)
- Carlos Zema – sång (2006–2008)
- Bobby Williamson – keyboard (1997–2008)
- Matt McKenna – trummor (2001–2003)
- Kelly Sundown Carpenter – sång (2000–2006)
- Brent Marches – basgitarr (1997–2001)
- Shane Dubose – basgitarr (2003–2004)
- Darren Davis – trummor (1997–1999, 2003–2005)
- Danny Young – trummor (1999–2000)
- Jeff Huerta – trummor (2000–2001)
- Stephen Vance – trummor (2005)
- Mikey Lewis – trummor (2006)

## Diskografi
Demo
- 2004 – Demo
- 2008 – Promo 2008

Album
- 2006 – Outworld

Singlar
- 2008 – "War Cry"